# Constance Stuart Larrabee
Constance Stuart Larrabee (Camborne, Cornualla, Anglaterra, 7 d'agost de 1914 - Chestertown, Maryland, 27 de juliol de 2000) va ser una fotògrafa anglesa coneguda per les seves imatges de Sud-àfrica i el seu fotoperiodisme sobre Europa durant la Segona Guerra Mundial. Va ser la primera corresponsal de guerra de Sud-àfrica.

## Primers anys
Nascuda a Anglaterra, es va traslladar amb els seus pares a Ciutat del Cap, Sud-àfrica, quan tenia tres mesos. Vivia en una mina d'estany al nord del Transvaal, on el seu pare era enginyer de mines.
La seva família es va traslladar a Pretòria el 1920, on va passar la major part de la infància. L'interès de Stuart per la fotografia va començar el 1924, quan li van regalar una Kodak Brownie pel seu desè aniversari. El 1930 va exposar vuit fotografies fetes amb la seva primera càmera durant la Setmana dels Assoliments dels Nens i les Nenes a la Fira de la Societat Agrícola de Pretòria, i va guanyar el primer premi en fotografia.
Stuart va tornar a Anglaterra el 1933 per estudiar a la Regent Street Polytechnic School of Photography de Londres. Durant la seva estada allà, va ser aprenent en dos estudis professionals de retrats amb Yevonde Middleton, una fotògrafa de l'alta societat amb seu a Berkley Square, i Yvonne, una fotògrafa professional de teatre amb seu al Soho. Stuart es va traslladar a Múnic el 1935 per continuar els estudis a l'Institut Estatal de Fotografia de Baviera. Va ser durant la seva formació a Múnic que va conèixer la càmera Rolleiflex, que utilitzaria durant tota la seva carrera. També va abandonar el seu estil pictòric romàntic en favor d'un enfocament directe i sense manipulacions de la fotografia en blanc i negre.

## Carrera professional
En tornar a Sud-àfrica el 1936, va establir el Constance Stuart Portrait Studio a Pretòria. Es va convertir en una retratista de renom i va fotografiar molts dels principals estadistes, generals, artistes, escriptors, personalitats de la societat i del teatre d'aquells anys. El 1946 va obrir un segon estudi a Johannesburg.
Entre 1937 i 1949, Stuart va desenvolupar el seu interès de tota la vida per registrar i exhibir les cultures ètniques en desaparició de Sud-àfrica: els pobles ndebele, boiximans, lobedu, zulu, swazi, sotho i transkei.  Algunes d'elles les va fer durant la visita de la reialesa britànica a Sud-àfrica el 1947. Stuart va ser la fotògrafa oficial de la gira reial, mentre viatjava per Basutoland (Lesotho), Swaziland i Bechuanaland (Botswana), que en aquell moment eren els tres protectorats britànics a Sud-àfrica. Va fotografiar persones tribals vestides per a l'ocasió amb els seus vestits autòctons. Va exposar aquestes fotografies, i altres de molt similars, a Pretòria, Johannesburg i Ciutat del Cap, cosa que va portar el seu nomenament com a primera corresponsal de guerra de Sud-àfrica per a la revista Libertas. Entre 1945 i 1955 va servir a Egipte, Itàlia, França i Anglaterra, adjunta al 7è Exèrcit americà i a la 6a Divisió sud-africana als Apenins italians. Tot i que només l'havien contractat per fotografiar les tropes sud-africanes de l'exèrcit, Stuart va anar molt més enllà de la seva missió. Va fotografiar les tropes americanes, franceses, britàniques i canadenques, així com els seus compatriotes sud-africans. També va fotografiar els civils que els soldats trobaven en ruta cap a Alemanya, i els pobles, viles i ciutats devastats que van trobar pel camí. Com a corresponsal de guerra, Stuart sovint era retinguda fora del front durant dies, i com que estava allotjada separada dels seus companys de feina masculins, les instal·lacions disponibles per a ella sovint eren incòmodes. Va assumir totes les dificultats amb naturalitat, acceptant-les com a part de la guerra, i ràpidament es va guanyar el respecte de la gent que l'envoltava. Una companya de feina va escriure: «Constance Stuart... ha fet un art de desplaçar-se pels fronts. Ha vist més guerra que qualsevol altra dona que hagi conegut». Tot i que no li van permetre portar un diari al front, va recopilar les seves notes fotogràfiques i cartes en unes memòries titulades Jeep Trek, publicades el 1946.
Quan va tornar a Sud-àfrica el 1945, va viatjar per tot el país exposant moltes d'aquestes fotografies, així com les seves representacions de pobles tribals sud-africans. El 1948, el Partit Nacional va arribar al poder a Sud-àfrica i va instituir una política de segregació racial estricta. L'any següent, Stuart va deixar Sud-àfrica per anar cap a Amèrica.

## Anys posteriors
Mentre Stuart vivia a Nova York, va reprendre la relació amb un vell amic, Sterling Larrabee, a qui havia conegut durant la guerra, quan era l'agregat militar dels Estats Units a Sud-àfrica. Ella i Larrabee es van casar el 1949 i es van mudar a Chestertown, Maryland, on ella passava gran part del temps criant gossos terrier de Norwich. La parella també va passar un temps a l'illa de Tànger, la gent i els llocs que Larrabee va començar a fotografiar el 1951.
Mentre vivia a Chestertown, va establir una llarga associació amb el Washington College. Va donar suport als seus programes artístics, va ser presidenta dels Amics de les Arts del Washington College entre 1983 i 1984 i va ajudar a establir el Centre d'Arts Constance Stuart Larrabee.
El seu marit va morir el 1975. Constance Stuart Larrabee va morir el 27 de juliol de 2000 a casa seva, a Chestertown, als 85 anys.

## Algunes exposicions
- 1944 – The Malay Quarter. Inaugurat per Noël Coward a Pretòria.
- 1945 – A Tribute: South African 6th Division and the United States 7th Army. Va viatjar per tota Sud-àfrica.
- 1953 – Tribal Women of South Africa. El Museu Americà d'Història Natural de Nova York.
- 1955 – Exposició col·lectiva: Edward Steichen incloïa la seva fotografia d'una jove africana pintant-se la cara a The Family of Man, exposada al Museu d'Art Modern de Nova York.
- 1979 – Photographs by Constance Stuart Larrabee, A Retrospective. Galeria Nacional Sud-africana, Ciutat del Cap.
- 1982 – elebration on the Chesapeake. Washington College, a Chestertown, Maryland.
- 1984 – Tribal Photographs. Corcoran Gallery of Art a Washington, DC, i el Santa Fe Centre for Photography, a Nou Mèxic.
- 1985 – Exposició col·lectiva: The Indelible Image: Photographs of War 1846 to the Present. The Corcoran Gallery of Art, Washington DC. L'exposició va viatjar a la Grey Art Gallery de la Universitat de Nova York i al Rice Museum de Houston, Texas.
- 1986 – Exposició col·lectiva: Bon Voyage. Museu Cooper-Hewitt de la Smithsonian Institution, Nova York.
- 1988 – African Profile. Museu d'Art Bayly de la Universitat de Virgínia .
- 1989 – Constance Stuart Larrabee: WWII Photo Journal. Museu Nacional de Dones Artistes, a Washington, DC.
- 1993 – Chesapeake Bay Reflections. The Chesapeake Bay Maritime Museum, a St. Michaels, Maryland.
- 1993 – Witness to a World at War. L'Agència d'Intel·ligència de Defensa, Base de la Força Aèria de Bolling a Washington, DC.
- 1993 – Exposició col·lectiva: Great Women in Photography. Galeria Kathleen Ewing, a Washington, DC.